# Oktaw Sala
Oktaw Sala (ur. 1841, zm. 26 kwietnia 1917 we Lwowie) – poseł do Sejmu Krajowego Galicji VI, VII, VIII i IX kadencji (1890–1913), właściciel dóbr Wysocko.

## Życiorys
Burmistrz Brodów w latach 1881–1912 prezes Rady Powiatowej w Brodach i Powiatowej Kasy Oszczędności; przemysłowiec, członek Izby Handlowej i Przemysłowej, współzałożyciel Towarzystwa Pomocy Przemysłowej w Brodach, komisarz Banku Krajowego, należał do Oddziału Brody-Złoczów Galicyjskiego Towarzystwa Gospodarskiego, Związku Ziemian, Wydziału Okręgowego Towarzystwa Kredytowego Ziemskiego, Krajowej Rady Kolejowej. Członek Towarzystwa Kółek Rolniczych we Lwowie, prezes jego Zarządu Powiatowego w Brodach (1914).
W 1902 współzałożyciel Polskiej Organizacji Narodowej w powiecie brodzkim, od stycznia 1907 członek Komitetu Głównego Stronnictwa Narodowo-Demokratycznego.
Wybrany do Sejmu Krajowego z III kurii obwodu Brody, z okręgu wyborczego Miasto Brody 8 lipca 1890, na miejsce zmarłego Otto Hausnera. Podczas I wojny podczas pierwszej inwazji rosyjskiej pozostał w swoim majątku Wysocko. Opuścił go dopiero w 1917 roku. Majątek został zniszczony przez Rosjan. Żonaty z Aleksandrą. Miał dwie córki: Oktawię hr. Ożarowską i Aleksandrę. Pochowany tymczasowo na Cmentarzu Łyczakowskim we Lwowie.